# Gyna oblonga
Gyna oblonga är en kackerlacksart som beskrevs av John Borg 1902. Gyna oblonga ingår i släktet Gyna och familjen jättekackerlackor. Inga underarter finns listade i Catalogue of Life.